# Липно (озеро, Ушачский район)
Ли́пно (бел. Лі́пна) — озеро в Витебской области Белоруссии. Относится к бассейну реки Туровлянка. Входит в Ушачскую группу озёр.

## Общие сведения
Озеро Липно расположено на границе Ушачского и Лепельского районов, в 26 км от городского посёлка Ушачи. С юга и северо-запада к озеру примыкают заболоченные массивы. Рядом с озером находится деревня Завадино. Высота над уровнем моря — 129,6 м.
Площадь зеркала составляет 1,14 км². Длина — 2,9 км, наибольшая ширина — 0,6 км. Длина береговой линии — 8,3 км. Наибольшая глубина — 19,7 м, средняя — 6,3 м. Объём воды — 7,28 млн м³. Площадь водосбора — 147 км².

## Морфология
Котловина лощинного типа, вытянутая с севера на юг. Склоны высотой 15—18 м, крутые, суглинистые, покрытые лесом и кустарником. Береговая линия извилистая. Берега высотой 0,5—0,7 м, песчаные, преимущественно сливающиеся со склонами котловины, на юге и северо-западе заболоченные.
Узкое песчаное мелководье, занимающее 17 % площади озера, резко обрывается в глубину. Профундаль составлена из нескольких чашеобразных впадин глубиной 10—15 м и выстелена глинистым илом. Наибольшая глубина отмечается в северной части озера. Присутствует остров площадью 0,3 га.

## Гидрология
Озеро Липно — мезотрофное с признаками олиготрофии. Минерализация воды составляет 200—210 мг/л, прозрачность — 4,4 м, цветность — 25°.
В южной части водоёма имеется протока в озеро Теменица. С юго-западной стороны примыкает канал, соединяющий озёра Липно и Отолово.

## Флора и фауна
Зарастание водоёма незначительно. Ширина полосы надводной растительности преимущественно не превышает 5 м, лишь в заливах увеличиваясь до 30 м. Подводная растительность представлена рдестами и харовыми водорослями, распространяющимися до глубины 5 м.
В озере водятся лещ, судак, щука, окунь, плотва, линь и другие виды рыб. Встречается речной угорь.